# Julius Gotthelf Kühn
Julius Gotthelf Kühn (Pulsnitz, 23 de octubre de 1825 - Halle (Saale), 14 de abril de 1910) fue un profesor, agrónomo, algólogo y micólogo alemán. Fue primer profesor de ciencias agrícolas en Alemania, en la Universidad Halle, fundador de la Fitopatología; así lo consideraba Daniel Albrecht Thaer y como el mayor reformador de la administración de la tierra y diseñador pionero de los estudios universitarios agrícolas en Alemania.

## Biografía
Era el hijo mayor de un inspector de desarrollo económico en Pulsnitz, Alta Lusacia sajona. Allí recibió su educación primaria. Aunque su padre cayó enfermo y su familia estaba en dificultades financieras, pudo seguir una educación en el Politécnico de Dresde. En 1841 entró en las prácticas agrarias. Como aprendiz y asistente obtuvo conocimientos agrícolas extensivos. De 1848 a 1855 fue gerente de una propiedad de un conde en Gran Krausche en Boleslawiec; y durante ese tiempo estudió a fondo las enfermedades de los cultivos agrícolas con un microscopio y publicando varios artículos sobre él.
En 1855, se matriculó en la Universidad Agrícola de Bonn-Poppelsdorf. Por razones económicas tuvo que abandonar sus estudios después de dos semestres. En 1856 recibió su doctorado de la Universidad de Leipzig, con la tesis "Sobre la quema de cosechas y del ataque del maíz por hongos". En el mismo año obtuvo el título en la Academia Agrícola en Proskau y permaneció allí como profesor en el semestre del invierno 1856 a 1857 con cursos sobre sistemas de cultivo y rotación de cultivos.
El 2 de junio de 1857, se casó con Anna Gansel, hija de un maestro albañil y constructor de varias iglesias en Silesia. El matrimonio tuvo dos hijas y tres hijos.
En 1858 publicó el libro „Die Krankheiten der Kulturgewächse, ihre Ursachen und ihre Verhütung“ ( "Las enfermedades de las plantas cultivadas, sus causas y la prevención"), una descripción crítica de las enfermedades de las plantas más importantes con referencias a su dependencia de las condiciones climáticas y del suelo. Numerosos resultados de sus observaciones más recientes y la investigación sobre enfermedades de las plantas, se publicaron allí por primera vez. Él pidió urgentemente tener en cuenta las conclusiones fisiológicas en el cultivo. Y con el artículo adjunto „Das Mikroskop als Hausgeräth des Landwirthes“ ("El microscopio como mueble de la casa del agricultor"). Con ese libro, Kühn fue el verdadero fundador de la fitopatología moderna.
En 1861, amplia atención en el mundo científico recibió su libro „Die zweckmäßigste Ernährung des Rindviehes vom wissenschaftlichen und praktischen Gesichtspunkte“ ( "La dieta más adecuada de ganado de un punto de vista científico y práctico"), tuvo doce ediciones en alemán y varias traducciones a otros idiomas.
El 30 de abril de 1862 fue nombrado profesor titular de Agricultura en la Universidad de Halle-Wittenberg. Allí enseñó y realizó investigaciones durante casi cinco décadas hasta su jubilación en 1909.

## Enseñanza e investigaciones
Con el nombramiento de Julio Kühn en Halle, se abrió un nuevo capítulo en la historia de los estudios de ciencia agrícola y agronomía en Alemania. El 27  de febrero de 1863 Kühn recibió la aprobación ministerial para crear un Instituto Universitario Agrícola. Ese instituto, que amplió sus planes en los años siguientes, con la enseñanza de las ciencias agrícolas más importantes y centro de investigación en Alemania. Fueron alrededor de 115 ha, y con un Campo Experimental y Huerto de demostración agrícola-botánico. Al mismo tiempo se estableció una Estación de investigación y un Laboratorio agrícola-fisiológica. Los costos para el desarrollo continuo de esas instituciones, se pagaron en parte con su fortuna personal.
Tras su nombramiento, el número de estudiantes que querían asistir a Halle crecieron a pasos agigantados. Kühn en 1862 comenzó su primer curso con tres oyentes, y para 1864 ya había 120 estudiantes. El Instituto Agrícola en Halle en 1865, fue durante décadas, la universidad agrícola más visitada de Alemania.
Gran parte de su actividad de investigación las hacía en el campo de la patología vegetal y temas fitosanitarios. Sus estudios más extensos se dedicaban a la biología y control de los nemátodos de la remolacha. La causa de la entonces popular "fatiga de la remolacha" Kühn reconoció a nemátodos del quiste, viviendo en el suelo y desarrolló métodos para recoger las plantas y controlar esa plaga. A su iniciativa se creó en 1889, en Halle, una "Estación Experimental para el control de nemátodos".
Publicó más de 300 artículos y ensayos de casi todas las áreas de la agronomía. En 1863, publicó muchos de sus contribuciones como "comunicaciones del Laboratorio de fisiología y de la Estación Experimental del Instituto Agrícola de la Universidad de Halle. Desde 1872, Kühn publicó sus importantes contribuciones en la serie que editó: "Los informes de laboratorio fisiológico y la estación experimental de Agronomía, del Instituto de Economía de la Universidad de Halle. Hasta 1911, aparecieron 20 números. Después de su muerte, se continuó como "Kühn-Archiv". Ese "archivo" pronto se convirtió en una de las revistas más prestigiosas de la ciencia de la agricultura alemana. De 1911 a 1971 un total de 85 volúmenes han sido publicados. En 1992 la revista fue reactivada, y en 1997, con el tomo 91.
El 1 de octubre de 1909 el "Padre Kühn" como era llamado por sus estudiantes, se jubiló. Por casi cinco décadas, ayudó a dar forma al desarrollo de la ciencia agrícola en Alemania. Su instituto en Halle se convirtió en un modelo para muchas otras universidades establecidas con instituciones agrícolas. Muchos de los profesores designados en esas nuevas instituciones eran estudiantes de Julius Kühn. Los más significativos incluyeron a Gustav Drechsler (1833-1890), quien fundó en 1872, siguiendo el ejemplo de Halle, en la Universidad de Gotinga la enseñanza agrícola e instituciones de investigación, y Kurt von Rümker (1859-1940), que después de 1895 en la Universidad de Breslau, creó una especialización avanzada, basada en la ciencia agrícola.

## Algunas publicaciones
- Die Krankheiten der Kulturgewächse, ihre Ursachen und ihre Verhütung ( Las enfermedades de las plantas cultivadas, sus causas y su prevención.) Landw. Verlagsbuchhandlung Gustav Bosselmann Berlín 1858; en segundo lugar sin cambios en 1859

- Die zweckmäßigste Ernährung des Rindviehes vom wissenschaftlichen und praktischen Gesichtspunkte ( La dieta más adecuada de ganado de los aspectos científicos y prácticos). Schönfeld´s Verlagsbuchhandlung Dresden 1861. 256 pp. 2ª ed. 1864; 3ª ed. 1866; 4ª ed. 1868; 5ª ed. 1871; 6ª ed. 1873; 7ª ed. 1878; 8ª ed. 1881; 9.ª ed. 1887; 10.ª ed. 1891; 11.ª ed. 1897; 12.ª ed. R. E. Schmidt & Co. Berlín 1906; 13.ª ed. hecha por Paul Holdefleiß, Schaper Hannover 1918

- Nachrichten über das Studium der Landwirthschaft an der Universität Halle ( Noticias sobre el estudio de la agricultura en la Universidad de Halle). Wiegandt & Hempel Berlín 1872

- Bericht über Versuche zur Prüfung des Gülichschen Verfahrens beim Anbau von Kartoffel ( Informe sobre experimentos para probar el procedimiento en el cultivo de la papa Gülichschen). Librería del orfanato Halle 1872 = Los informes del laboratorio fisiológico y el Laboratorio del Instituto de la agricultura económica de la Universidad Halle 1ª H

- Die Ergebnisse der Versuche zur Ermittelung der Rübenmüdigkeit und zur Erforschung der Natur der Nematoden ( Los resultados de las pruebas para la determinación de la remolacha y explorar la naturaleza de los nemátodos). Schönfeld´s Verlagsbuchhandlung Dresden 1881 = Berichte aus dem physiologischen Laboratorium und der Versuchsanstalt des landwirthschaftlichen Instituts der Universität Halle H. 3

- Die Wirksamkeit der Nematoden-Fangpflanzen nach den Versuchsergebnissen des Jahres 1881 ( La eficacia de las plantas de captura de nematodos en los resultados experimentales de 1881). Schönfeld´s Verlagsbuchhandlung Dresden 1882 = Berichte aus dem physiologischen Laboratorium und der Versuchsanstalt des landwirthschaftlichen Instituts der Universität Halle H. 4

- Das Studium der Landwirthschaft an der Universität Halle. Geschichtliche Entwickelung und Organisation desselben. Eine Festschrift zur Feier des 25-jährigen Bestehens des landwirthschaftlichen Instituts der Universität ( El estudio de la agricultura en la Universidad de Halle. Evolución histórica y la organización de la misma. Un Homenaje para celebrar el 25 aniversario del instituto económico de la agricultura "de la Universidad). 187 pp. Plötz´sche Buchdruckerei Halle a. S. 1888

- Betriebslehre ( Operaciones de Negocios). Handschriftliche Ausgabe. Halle (Saale) 1889. 211 Seiten. Disponible en: Universitäts- und Landesbibibliothek Sachsen-Anhalt, Halle

## Honores
- 1877: galardón Medalla de Oro de Liebig.[nota 1]
- 1895: la ciudad de Halle lo distinguió con la ciudadanía honoraria.
- 1900: la Universidad de Cracovia, lo honró con el doctorado honoris causa.
- Miembro de la Academia Alemana de Ciencias Naturales Leopoldina
- 1890 a 1908: presidente del Comité Especial para la protección de plantas, de la Sociedad Alemana de Agricultura
- Caballero de segunda clase de la Orden del Águila Roja
- Caballero de la Orden de San Estanislao
- Orden de la Corona prusiana
- Orden del Halcón blanco
- Orden de Alberto el oso
- Orden de la Casa Ernestina de Sajonia
- Orden real de Alberto de Sajonia
- Orden Imperial de Francisco José I de Austria
- La abreviatura «J.G.Kuhn o J.G.Kühn» se emplea para indicar a Julius Gotthelf Kühn como autoridad en la descripción y clasificación científica de los vegetales.[1]